# 野上友一
野上 友一（のがみ ともかず、1958年6月16日 - ）は、日本のラグビー指導者。元常翔学園高校ラグビー部監督。

## プロフィール
- 大阪府大阪市出身[2]。
- 現役時代のポジションはプロップ(PR)、フッカー(HO)。面倒見が非常に良い。

## 略歴
大阪ラグビースクール出身。
大阪工大高（現・常翔学園高校）卒業後、大阪経済大学、京都市役所を経て、大阪工大高のラグビー部コーチに就任。1990年度に監督に就任。2007年度（校名変更前最終年度）を以って一旦退任するが、2011年度より復帰。しかし2022年9月に、部員3人の盗撮行為があったことの責任を取り辞任。同校コーチの白木繁之を後任に自身はゼネラルマネジャーとしてサポートに就く。